# Spoorlijn Prouvy-Thiant - Le Cateau
De spoorlijn Prouvy-Thiant - Le Cateau was een Franse spoorlijn die Prouvy via Solesmes verbond met Le Cateau. De lijn was 31,0 km lang en had als lijnnummer 252 000.

## Geschiedenis
De lijn werd geopend door de Compagnie des chemins de fer du Nord en in twee gedeeltes geopend. Van Prouvy-Thiant tot Solesmes op 1 november 1884 en van Solesmes tot Le Cateau op 1 december 1883. Reizigersverkeer werd opgeheven op 1 april 1970. Thans is de volledige lijn opgebroken, met uitzondering van een klein gedeelte in Thaint dat dienstdoet als industrieaansluiting.

## Aansluitingen
In de volgende plaatsen is of was er een aansluiting op de volgende spoorlijnen:
Prouvy-Thiant
RFN 254 000, spoorlijn tussen Lourches en Valenciennes
RFN 254 610, stamlijn ZI de Valenciennes-Aéroport
Solesmes
RFN 251 000, spoorlijn tussen Escaudœuvres en Gussignies
Le Cateau
RFN 242 000, spoorlijn tussen Douai en Blanc-Misseron
RFN 263 000, spoorlijn tussen Laon en Le Cateau